# Доналд Бредман
Сер Доналд Бредман (енгл. Donald Bradman; Кутамундра, 27. август 1908 — Аделејд, 25. фебруар 2001) био је најпознатији играч крикета у историји тог спорта и најславнији спортиста Аустралије. Он је постао национална спортска икона током 30-их и 40-их година 20. века када је поставио својеврстан рекорд у том спорту. Бредманов тест просек удараца у каријери од 99,94 наведен је као највеће достигнуће било ког спортисте у било ком великом спорту. Он је преминуо у 92. години.
Прича да је млади Бредман вежбао сам са палицом за крикет и лоптом за голф део је аустралијског фолклора. Бредманов метеорски успон од грмског крикета до аустралијског тест тима потрајао је нешто више од две године. Пре свог 22. рођендана поставио је многе рекорде остваривањем најбољих бодова, од којих неки и даље стоје, и постао је аустралијски спортски идол на врхунцу Велике депресије.
Током двадесетогодишње играчке каријере, Бредман је непрестано постизао поене на нивоу због којег је, према речима бившег аусралијског капитена Била Вудфула, „вредан три ударача за Аустралију”. Енглески тим је посебно осмислио контроверзни сет тактика, познат као Бодилајн, како би зауздао његово остваривање резултата. Као капитен и администратор, Бредман је био посвећен нападу и забави крикета; он је привлачио гледаоце у рекордним бројевима. Међутим, мрзео је стално ласкање, и то је утицало на то како се опходио са другима. Фокус пажње на његовим појединачним наступима заоштрио је односе са неким саиграчима, администраторима и новинарима, који су га сматрали дистанцираним и опрезним. Након принудне станке услед Другог светског рата, драматично се вратио, предводећи аустралијски тим познат као „Непобедиви” на рекордној непораженој турнеји по Енглеској.
Као комплексан, снажно усредсређен човек, који није препуштен блиским личним односима, Бредман је задржао надмоћни положај у игри делујући као администратор, селектор и писац током три деценије након пензионисања. Чак и након што је постао повучен у својим сениорским годинама, његово мишљење је било веома тражено, а његов статус националне иконе и даље је био признат. Скоро 50 година након пензионисања као тест играча, аустралијски премијер Џон Хауард, 1997. године, назвао га је „највећим живућим Аустралијанцем“. Бредманова слика појавила се на поштанским маркама и кованицама, а музеј посвећен његовом животу отворен је док је још био жив. На стогодишњицу његовог рођења, 27. августа 2008. године, Краљевска ковница Аустралије издала је комеморатвну златну кованицу од 5 долара са Бредмановим ликом. Године  2009, постхумно је примљен у ICC Кућу славних крикета.

## Младост
Доналд Џорџ Бредман био је најмлађи син Џорџа и Емили (рођене Вотман) Брадман, а рођен је 27. августа 1908. у Кутамандри, Нови Јужни Велс (НЈВ). Имао је брата Виктора и три сестре - Ајлет, Лилијан и Елизабет Меј. Бредман је био енглеског порекла са обе стране своје породице. Његов деда Чарлс Ендру Бредман напустио је Вајтерсфилд, Сафок, за Аустралију. Када је Бредман играо у Кембриџу 1930. године као 21-годишњак на својој првој турнеји по Енглеској, искористио је прилику да пронађе своје претке у региону. Такође, један од његових прадедова био је један од првих Италијана који су се емигрирали у Аустралију 1826. године. Бредманови родитељи су живели у засеоку Јео Јео, у близини Стокинбингала. Његова мајка Емили родила га је у Кутамандрију у кући бабице Грани Шулц. Та кућа је сада музеј Бредмановог родног места. Емили је потицала Митагонга у јужном горју Новг Јужног Велса, и 1911. године, када је Дон Бредман имао око две и по године, његови родитељи су одлучили да се преселе у Боврал, у близомо Митагонга, како би били ближи Емилиној породици и пријатељима, јер се живот у Јео Јеу показао тешким.
Бредман је непрестано вежбао ударање палицом током своје младости. Измислио је сопствену соло крикет игру, користећи палицу за крикет и лопту за голф. Резервоар за воду, постављен на закривљеном постољу од цигле, стајао је на поплочаном простору иза породичне куће. Када се удари у закривљену циглу окренуту према постољу, лопта се одбије великом брзином и под различитим угловима - и Брадман би покушао поново да је удари. Овај облик праксе је у великој мери развио његово време респонса и реакције. У формалном крикету, он је остварио свој први сенчури са 12 година, са непоражених 115 играјући за Бовралску јавну школу против Митагоншке средње школе.